# Cmentarz ewangelicki przy ulicy Starowiejskiej w Raciborzu
Cmentarz ewangelicki – znajduje się w Raciborzu na Starej Wsi, przy ulicy Starowiejskiej, jest piątą i ostatnią istniejącą do dziś nekropolią w mieście, zajmuje 1,41 ha, a powstał w 1920 roku.

## Historia
Cmentarz powstał w wyniku powiększenia liczby wiernych w gminie ewangelickiej. Gmina zakupiła więc w marcu 1920 roku teren pod cmentarz, którego powierzchnia wynosiła 1,41 hektara, a poświęcenie jego odbyło się w tym samym roku. Na cmentarzu została wybudowana również kaplica cmentarna. Naprzeciwko kaplicy znajduje się pomnik w formie sarkofagu, na którym znajduje się hełm z inskrypcjami poświęconymi żołnierzom wyznania ewangelickiego poległym w I wojnie światowej. Cmentarz został zamknięty w 1974 roku, a na terenie nekropolii znajdowało się jeszcze do 1984 roku 719 mogił. Obecnie cmentarz podlega parafii ewangelicko-augsburskiej w Rybniku.

## Nagrobki
Najstarsze nagrobki znajdujące się na cmentarzu pochodzą z okresu międzywojennego i znajdują się najbliżej wejścia. Przeważają nagrobki wolno stojące, które przyjmują postacie: prostych form prostokątnych płyt ze zróżnicowanym zwieńczeniem, różne formy krzyży i niekiedy formy architektoniczne. Do dziś przetrwały nieliczne nagrobki wolno stojące, które są świadectwem minionej świetności. Najstarszymi nagrobkami zachowanymi do dziś są stela Georga Reimanna z 1920 roku oraz Daniela Selleneita z 1921 roku. Niektóre z nagrobków warte uwagi to:
- Nagrobek rodziny Brosse – trójskrzydłowy portyk pochodzący z 1923 roku.
- Nagrobek Roberta Ellendta – prostokątna, marmurowa płyta z płaskorzeźbą pochodzący z 1927 roku, jest to nagrobek burmistrza miasta.
- Pomnik rodziny Luthge – relief przedstawiający Chrystusa na tle kamiennego muru, który udziela błogosławieństwo robotnikom, pochodzi z 1938 roku.
- Nagrobek Helli Kaut – przedstawia rzeźbioną wazę z rozkwitłymi różami, pochodzi z 1924 roku.

## Galeria

### Cmentarz kiedyś

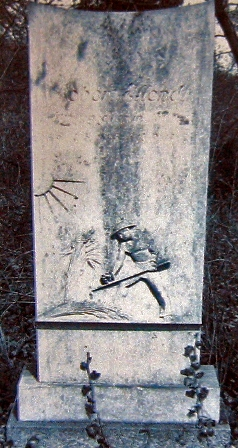
Grób burmistrza miasta Roberta Ellendta
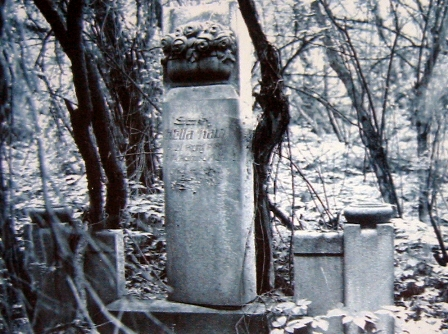
Nagrobek Helli Kaut z 1924 roku.

### Obraz dzisiejszy

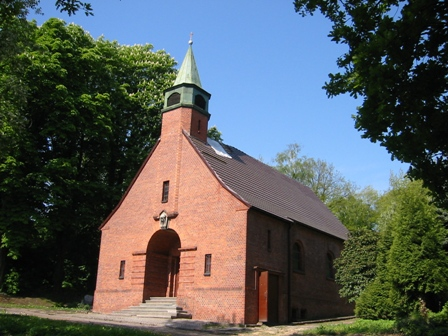
Kaplica cmentarna
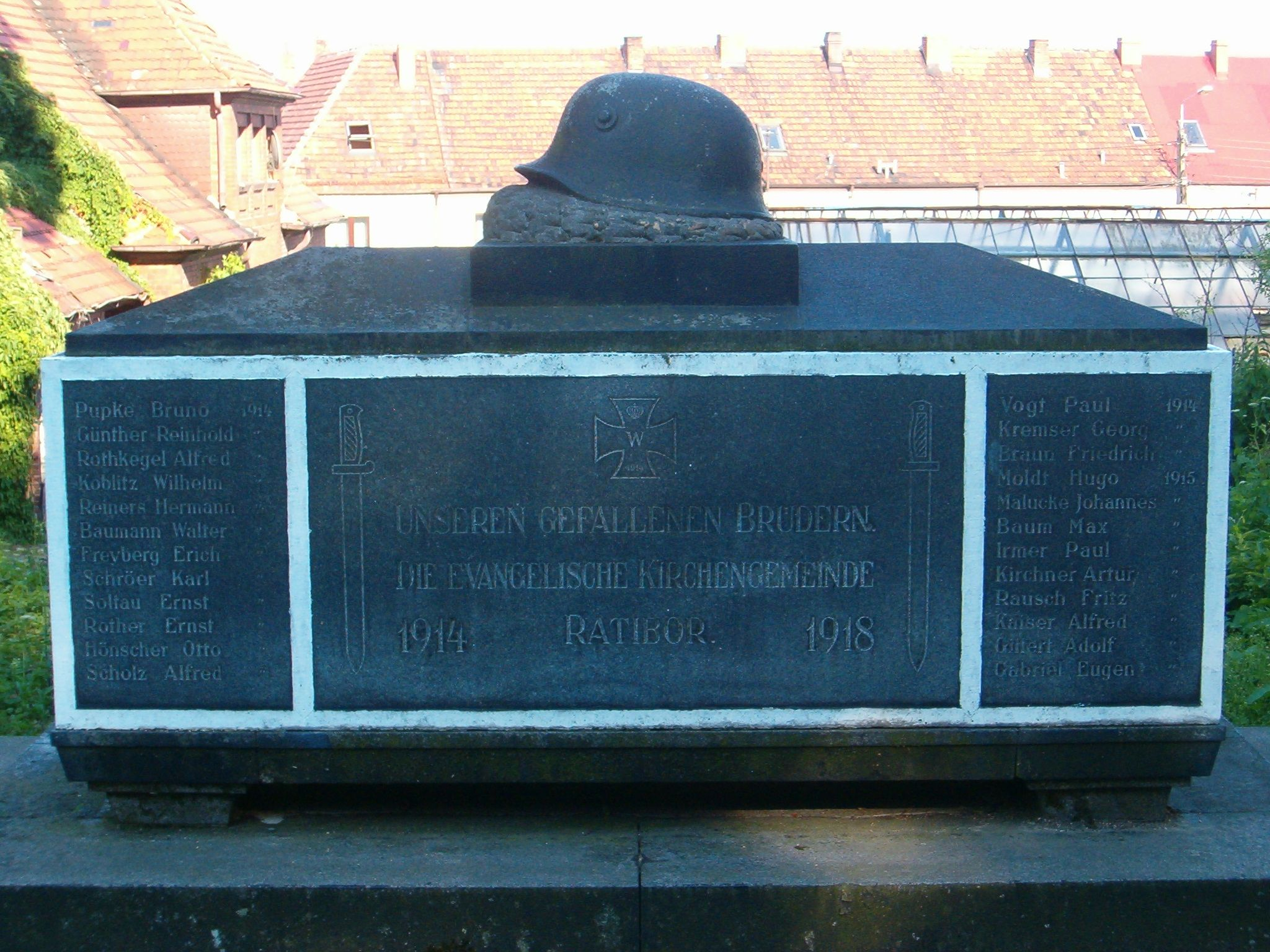
Pomnik poległym podczas I wojny światowej
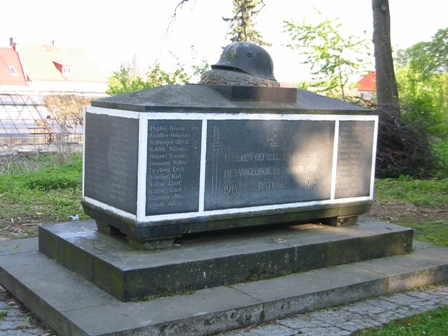
Pomnik poległym podczas I wojny światowej
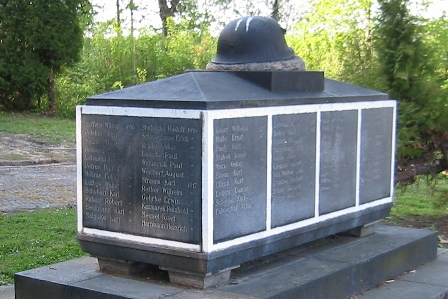
Pomnik poległym podczas I wojny światowej
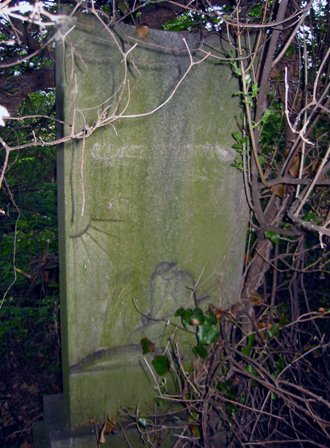
Grób burmistrza miasta Roberta Ellendta
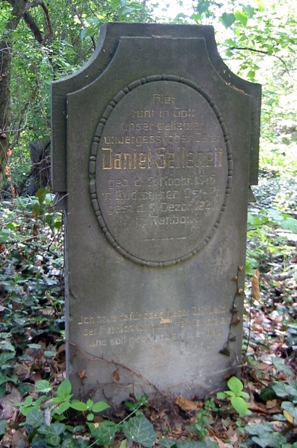
Nagrobek Daniela Selleneita z 1921 roku
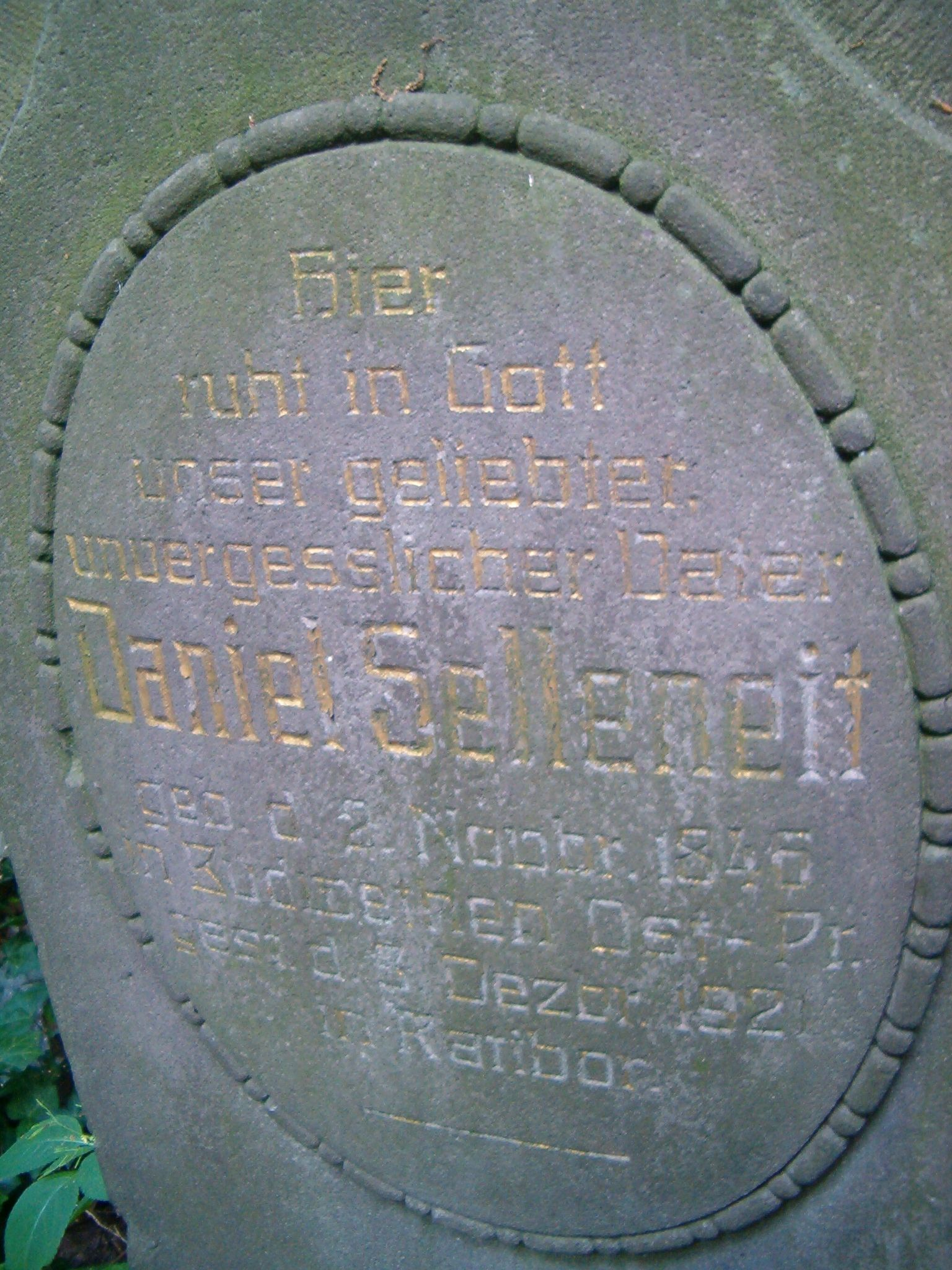
Inskrypcja na nagrobku Daniela Selleneita
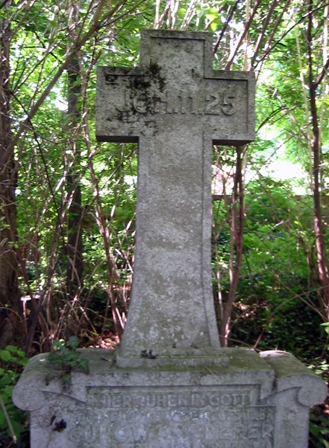
Nagrobek Gukowa? Roederera w formie krzyża z 1925 roku
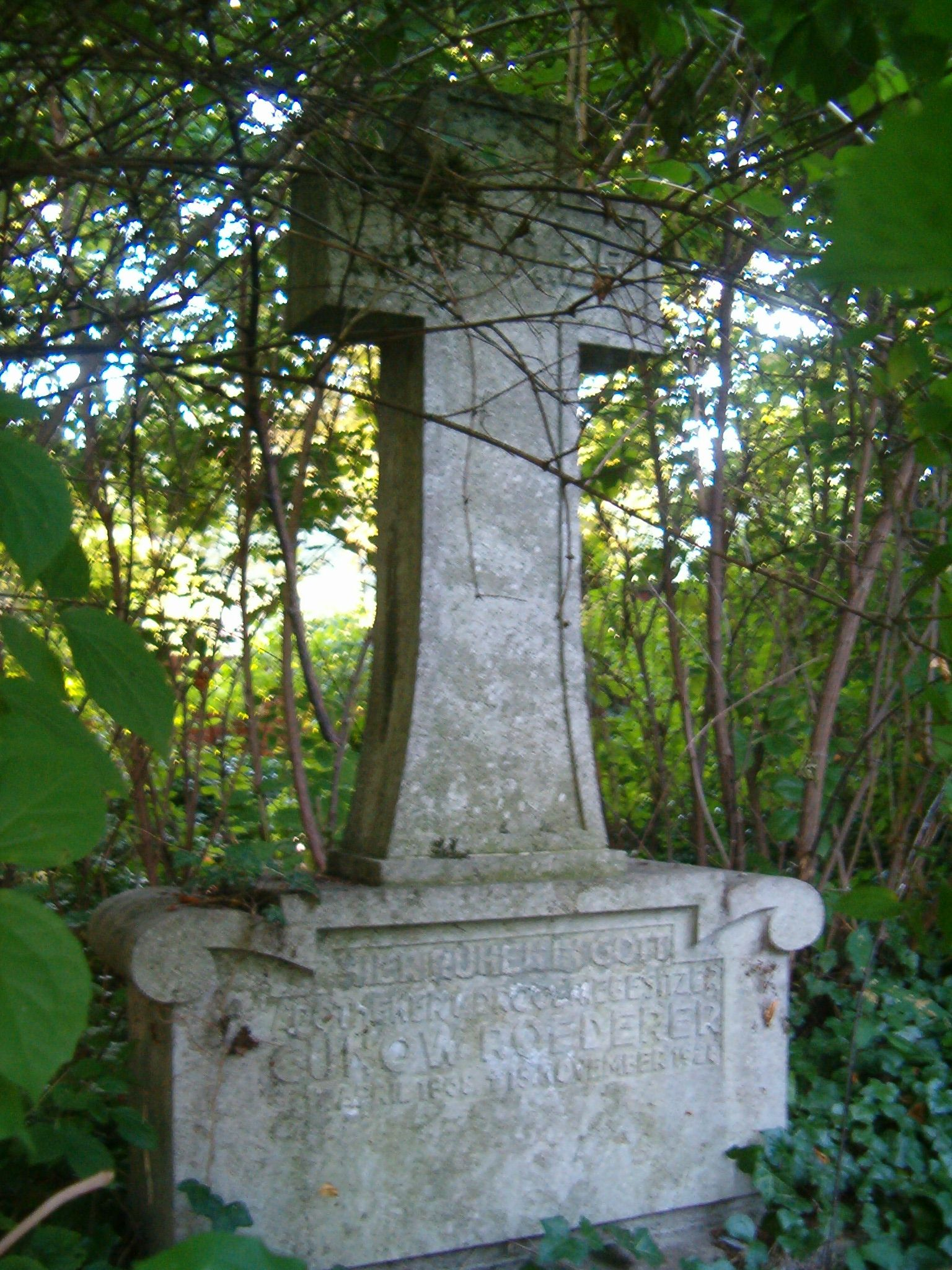
Nagrobek Gukowa? Roederera
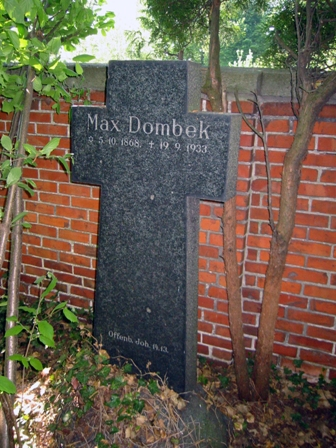
Nagrobek Maxa Dombeka z 1933 roku
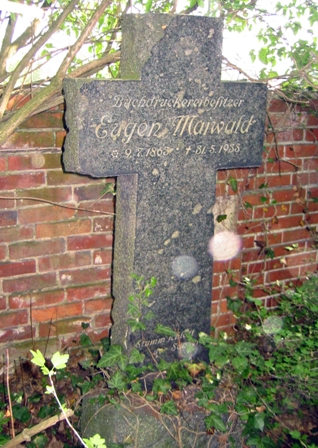
Nagrobek w formie krzyża Eugena Maiwalda z 1935 roku
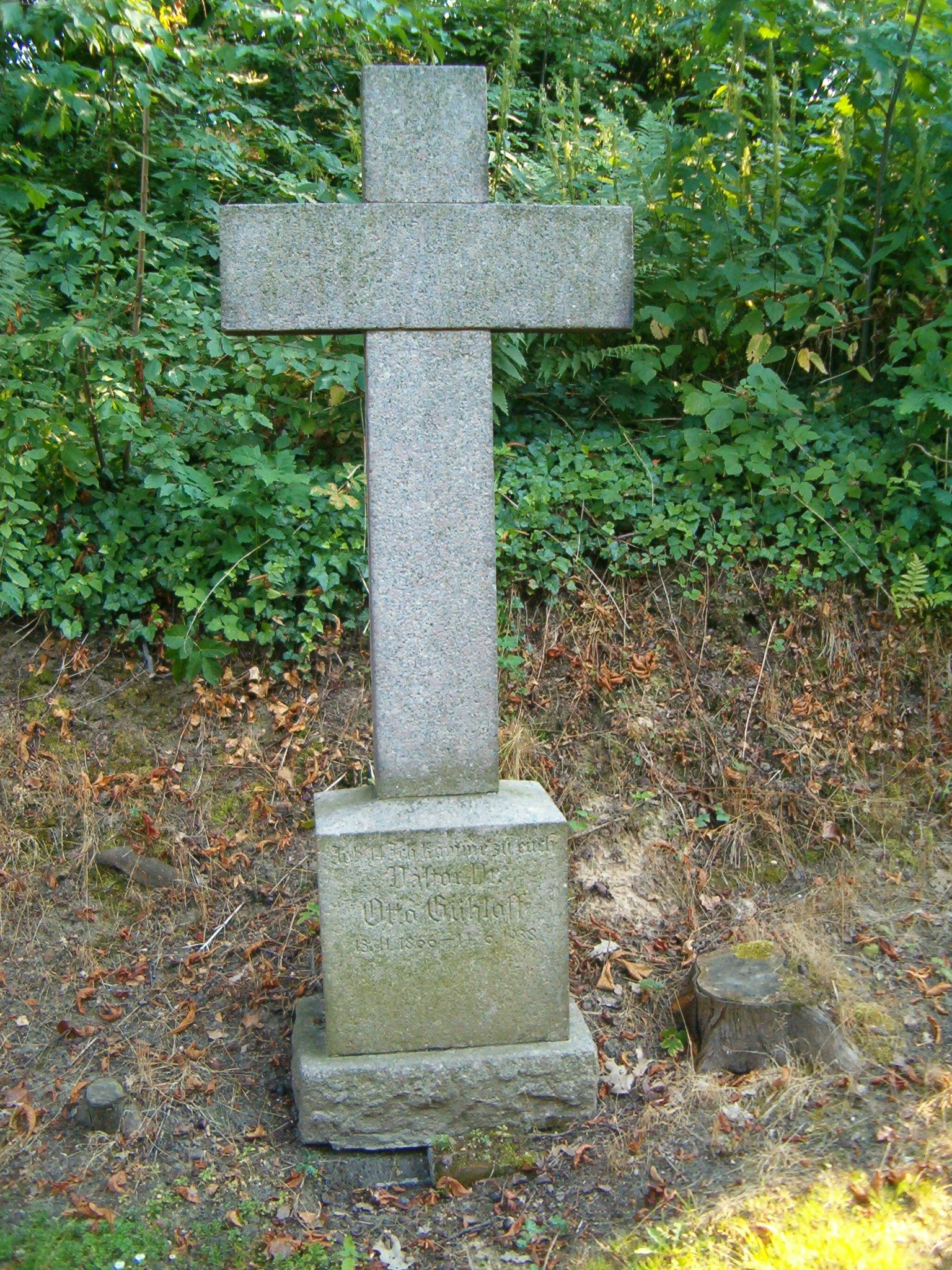
Nagrobek w formie krzyża Otto Gühloffa z 1938 roku
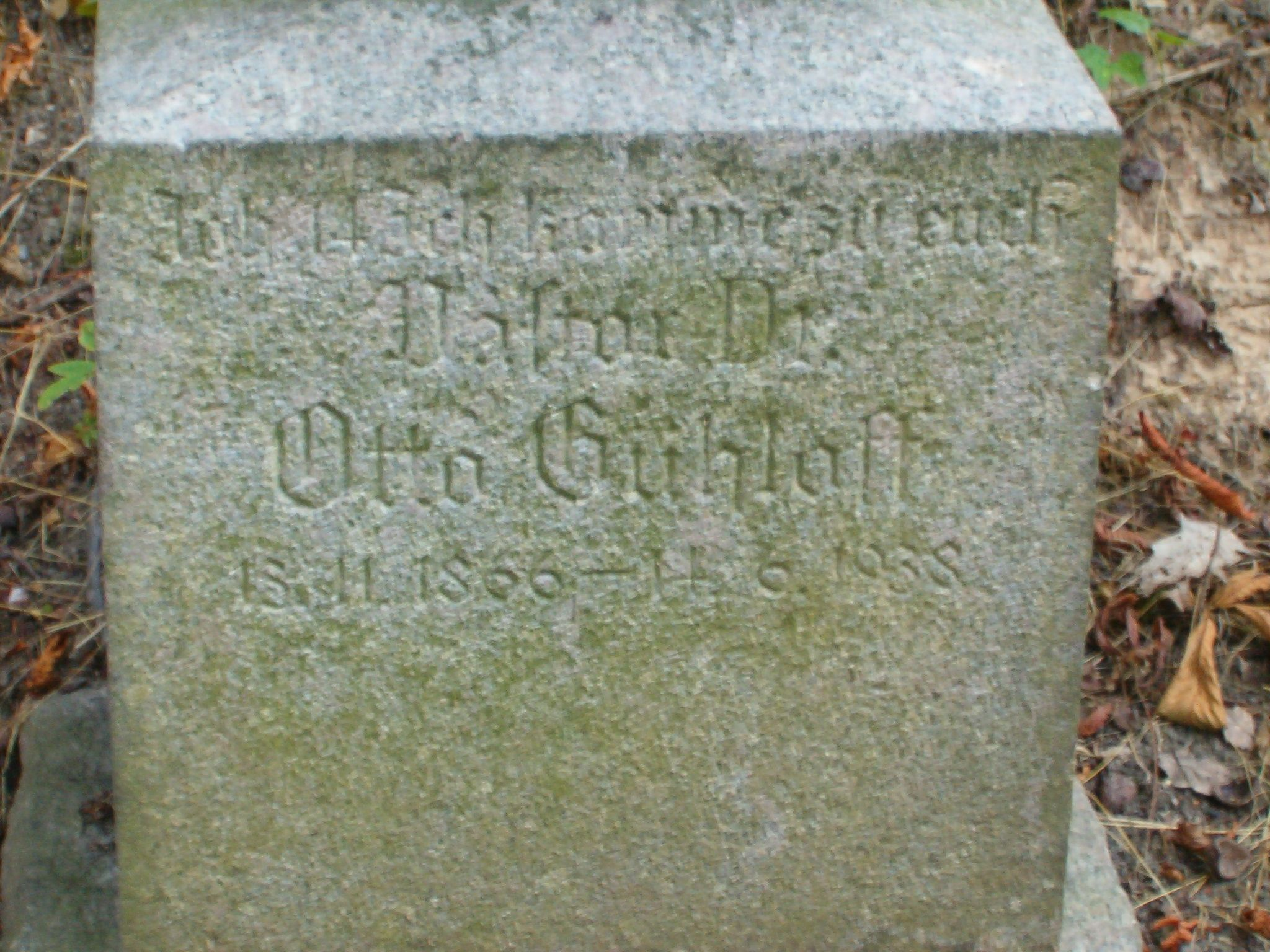
Inskrypcja na krzyżu
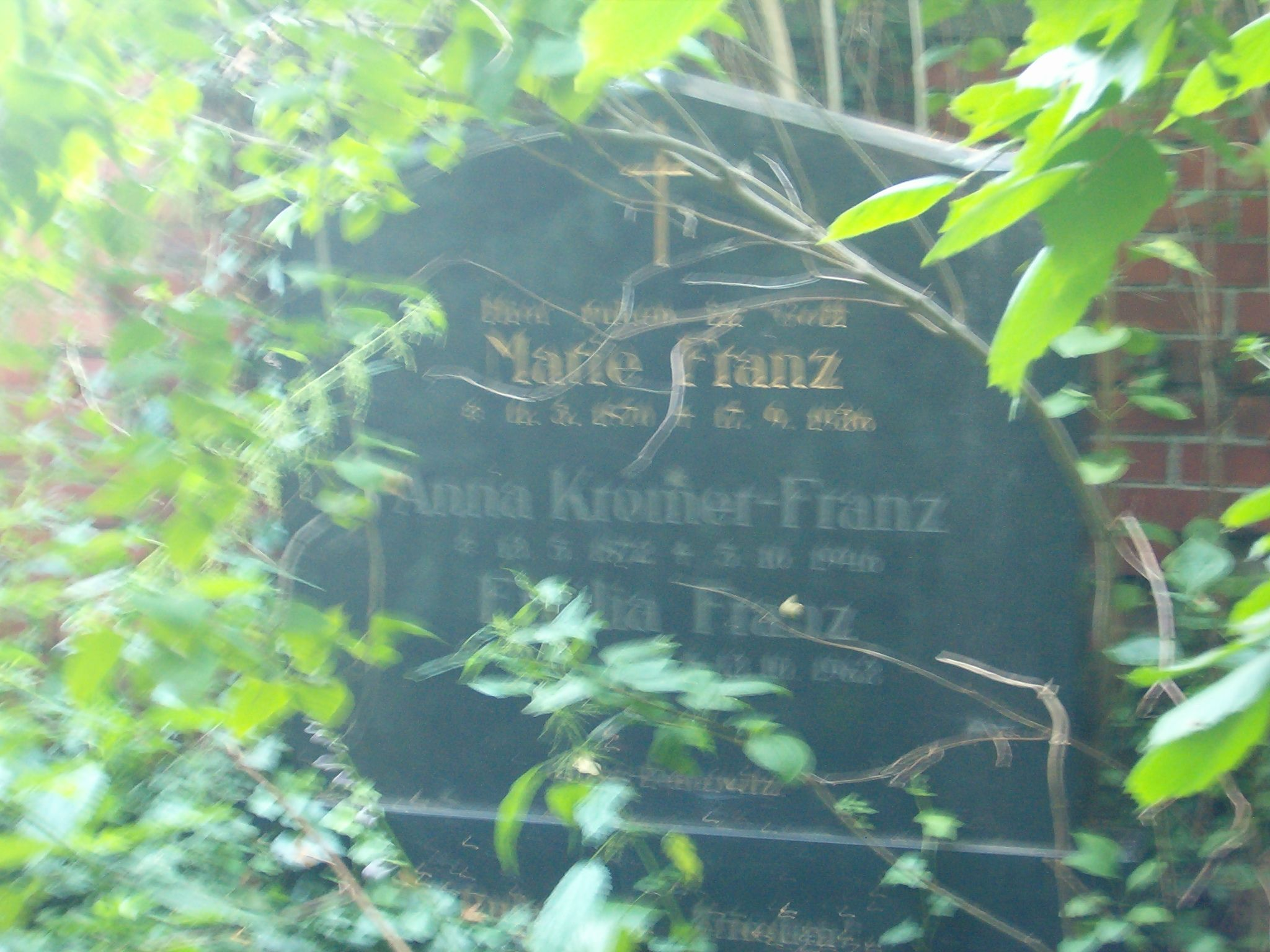
Nagrobek Franzów z lat 40. XX wieku
Zniszczony nagrobek, krzyż pochodzi z grobu Williego Schülke z 1945 roku
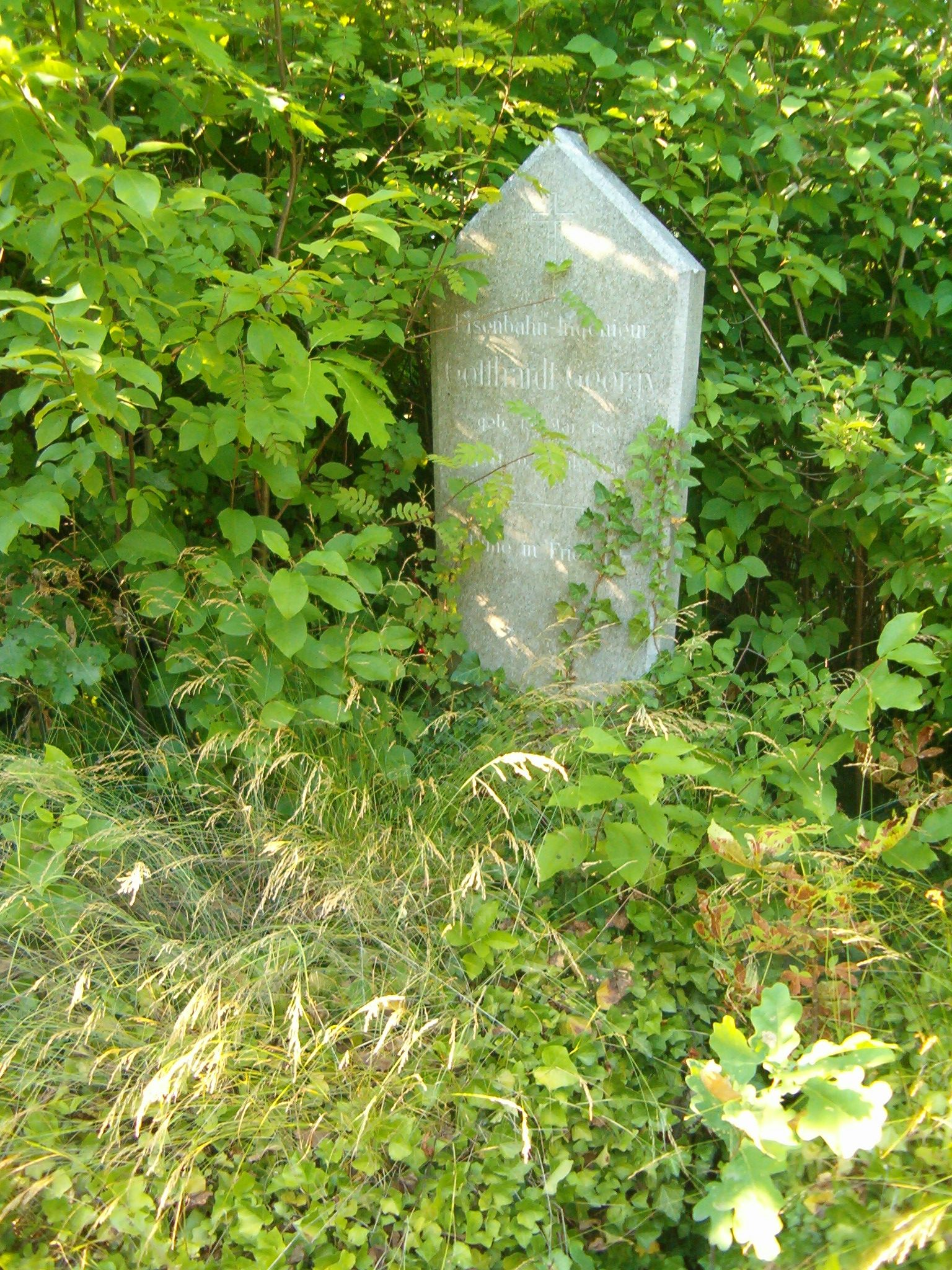
Nagrobek w formie płyty
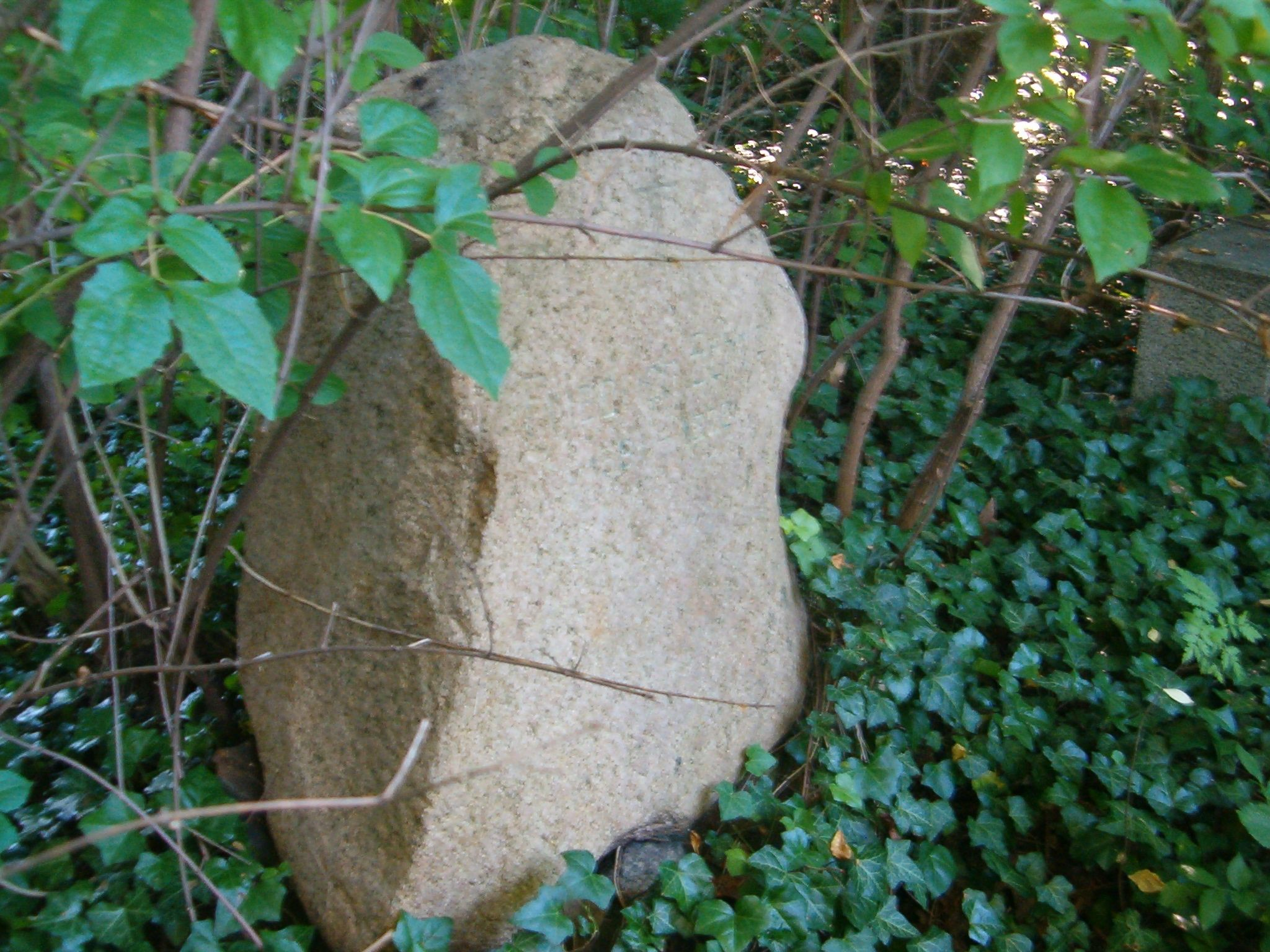
Nagrobek w formie głazu
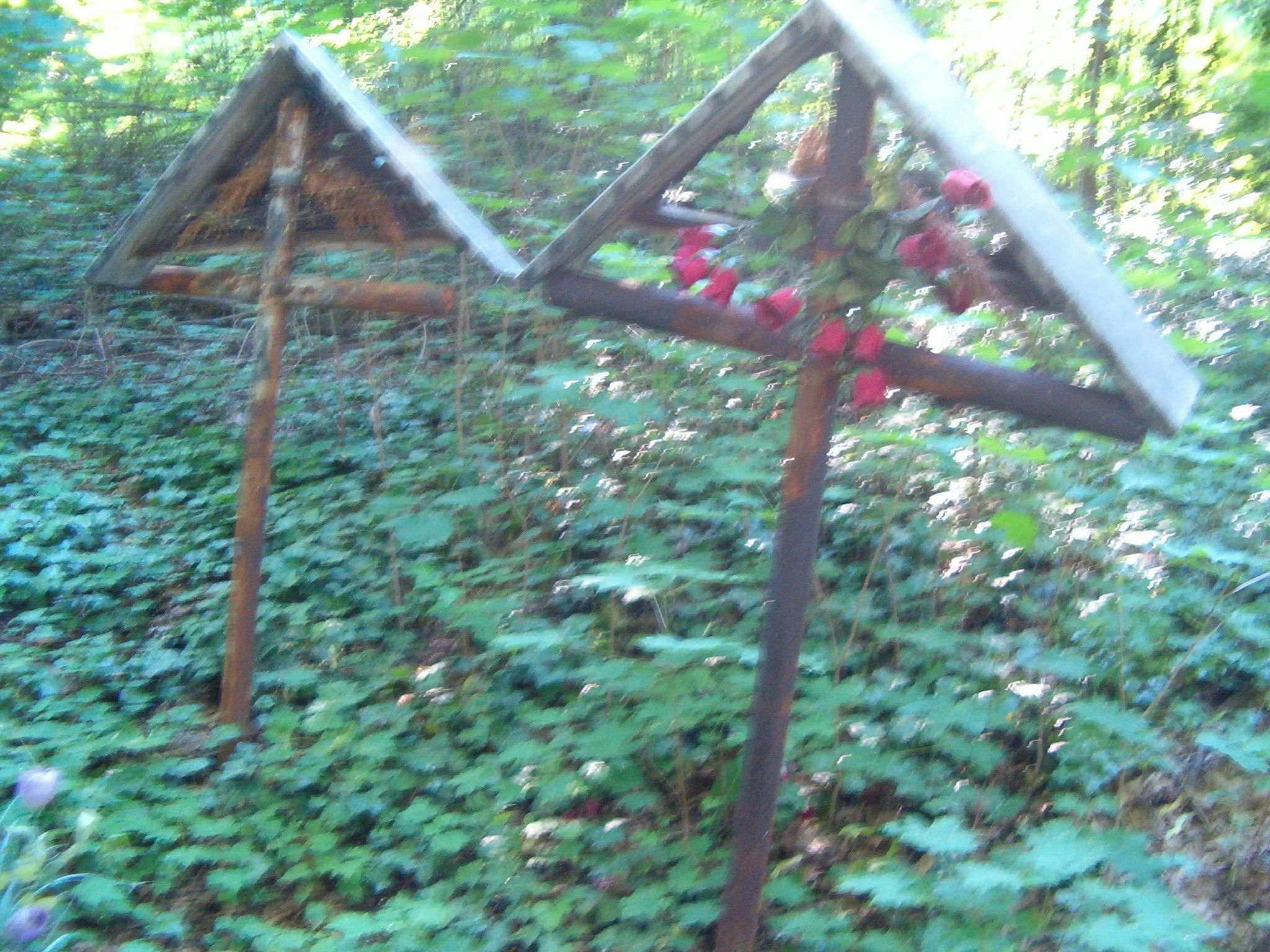
Krzyże
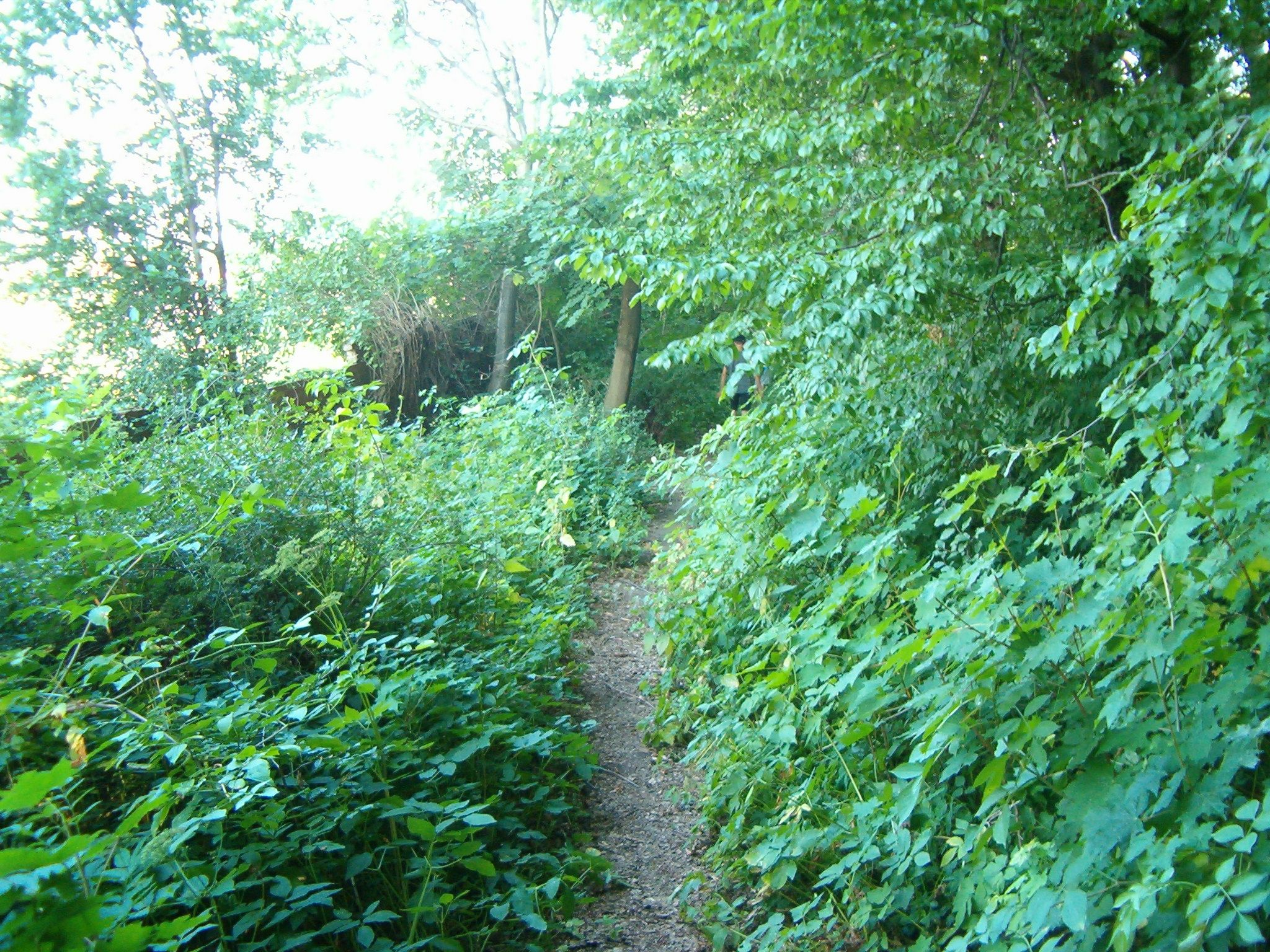
Alejka
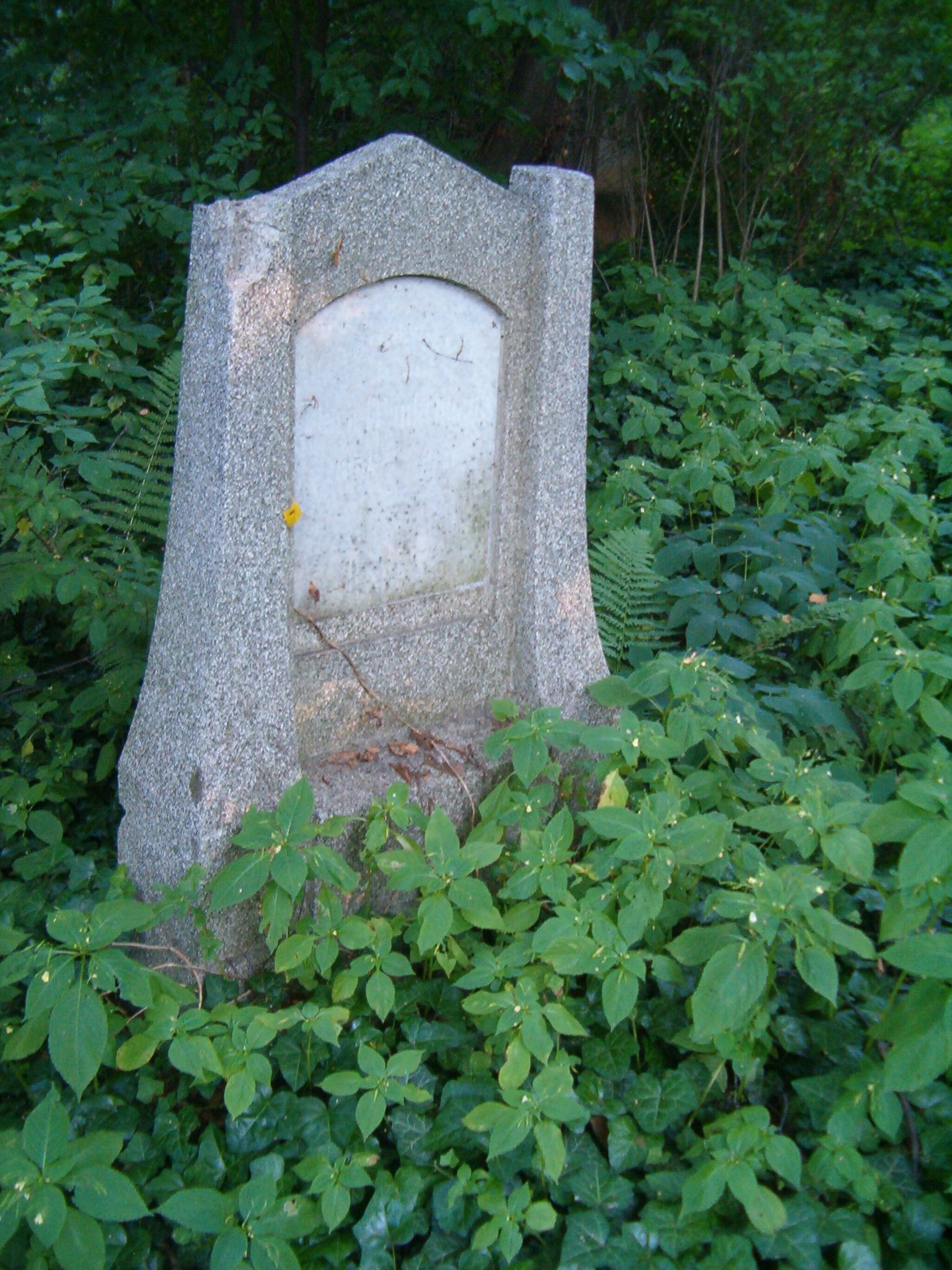
Nagrobek bez inskrypcji
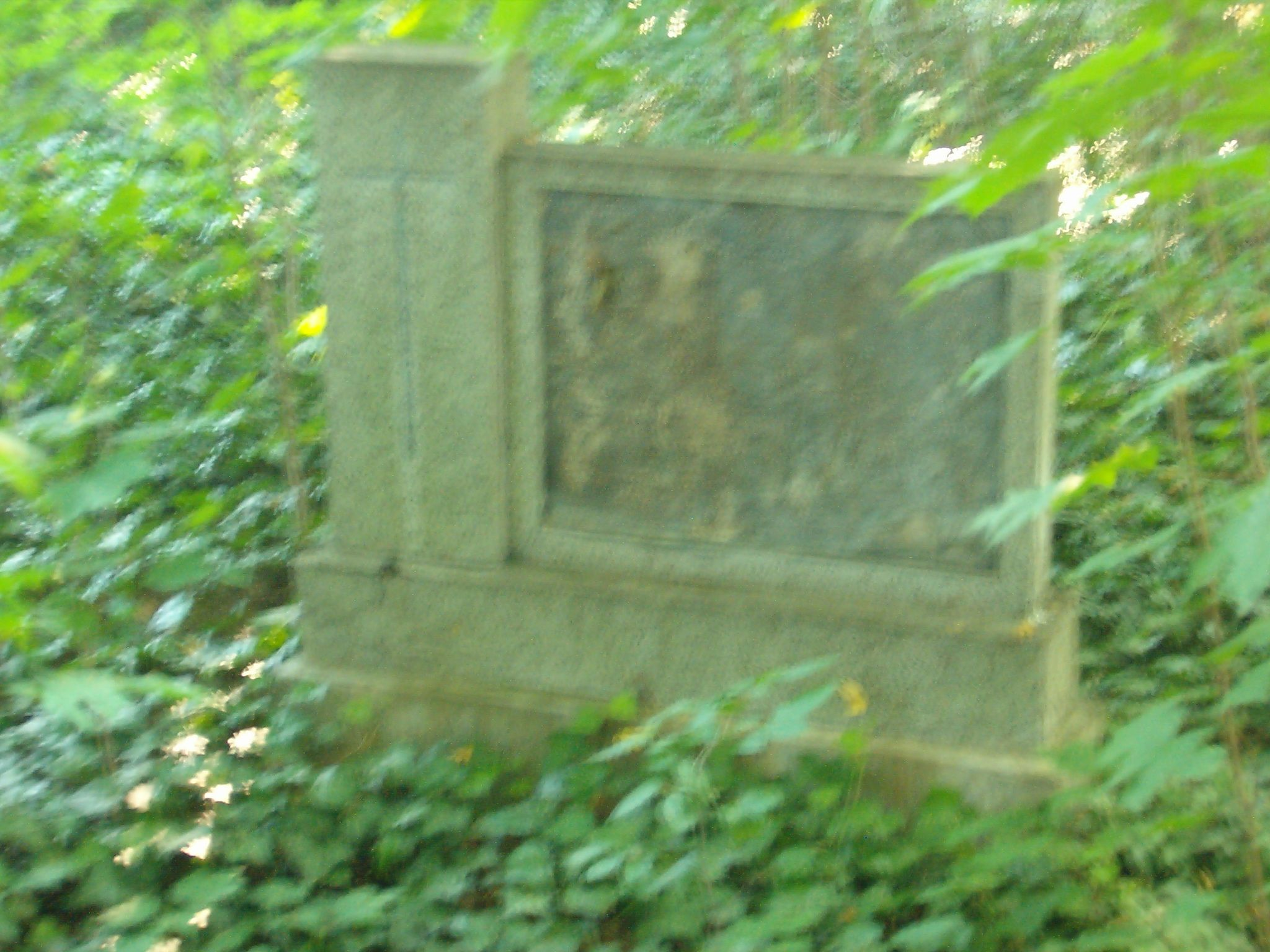
Nagrobek bez inskrypcji
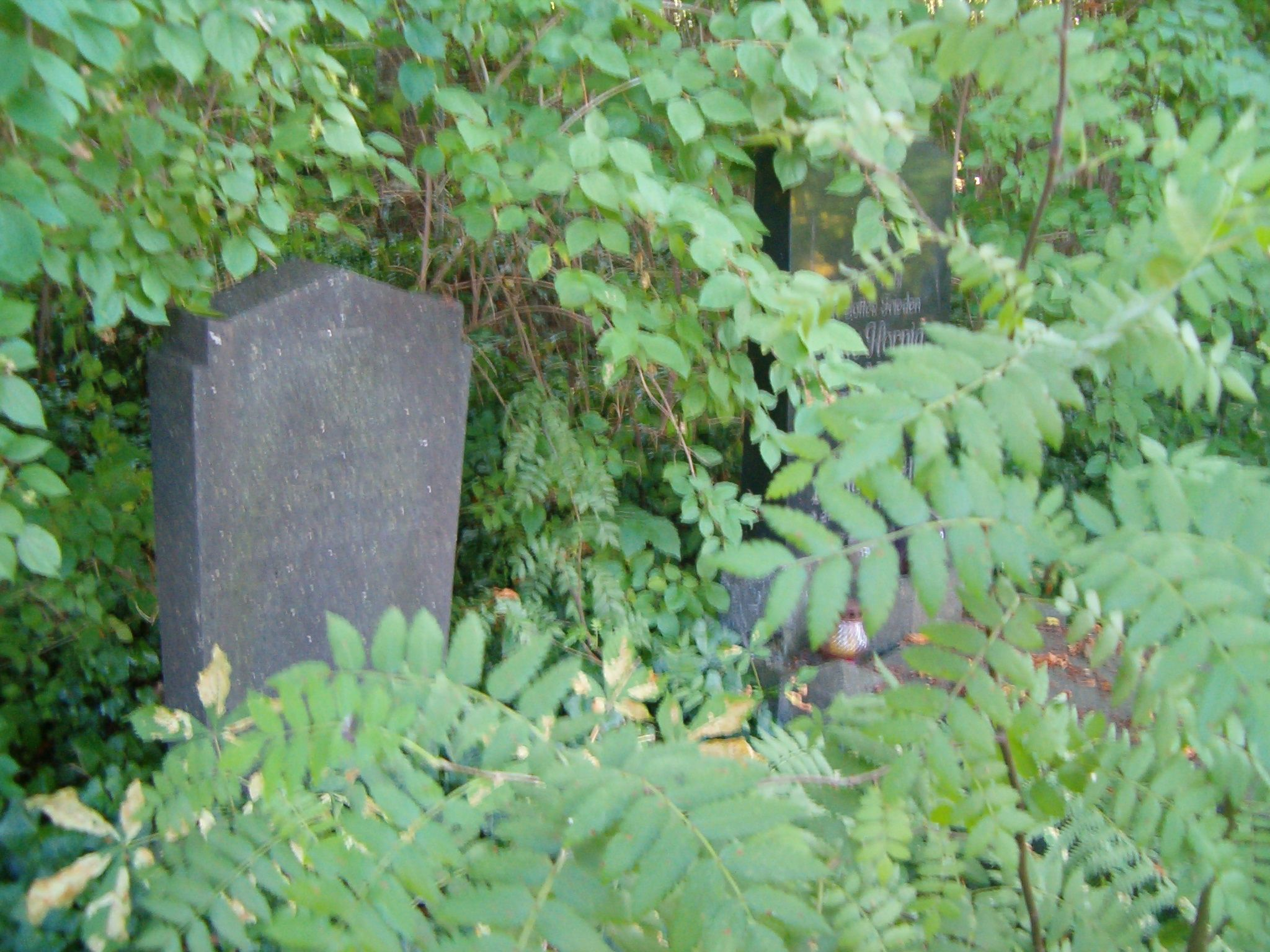
Zarośnięte nagrobki
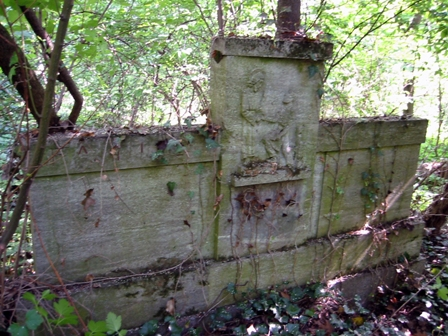
Nagrobek
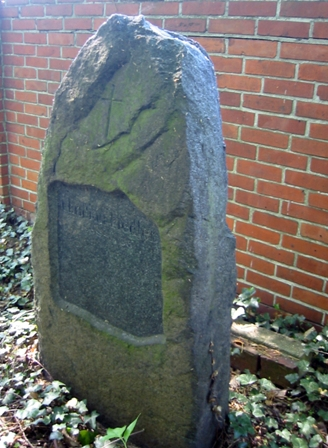
Nagrobek w formie głazu
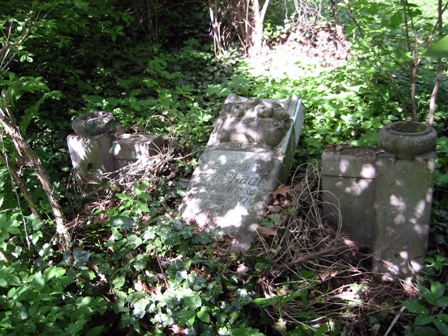
Nagrobek w gąszczu
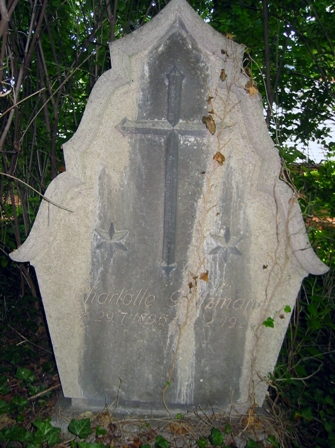
Nagrobek
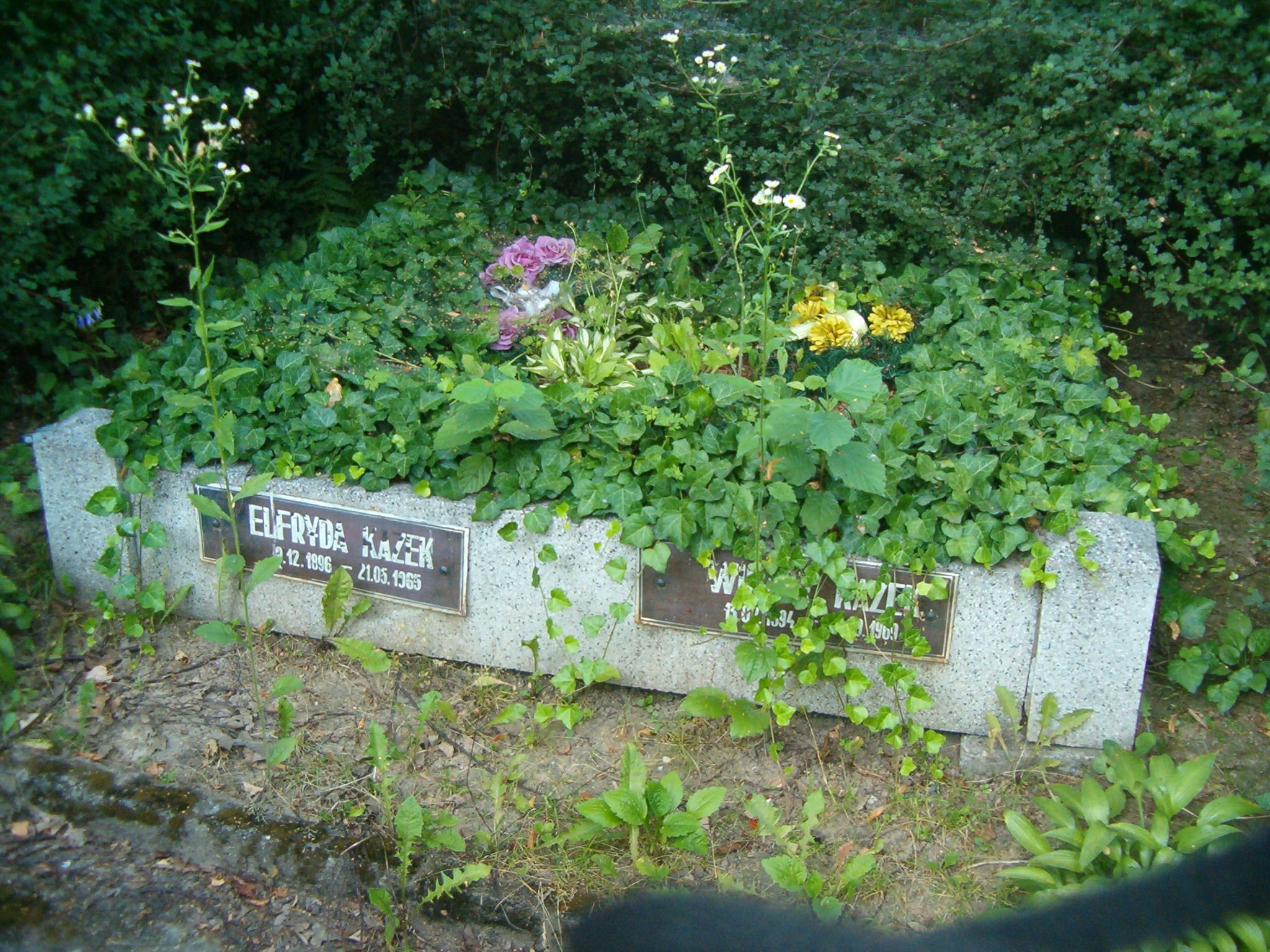
Nagrobek Kazków z lat 70. XX wieku